# Telmatobius chusmisensis
Telmatobius chusmisensis é uma espécie de anfíbio anuro da família Telmatobiidae. Está presente no Chile. A UICN classificou-a como deficiente de dados.